# Günter Clemens
Günter Clemens (* 6. Mai 1941 in Augsburg; † 13. Dezember 2016) war ein deutscher Schauspieler.

## Leben
Günter Clemens stand in München unter anderem im Volkstheater, im Bayerischen Staatsschauspiel und im Residenztheater auf der Bühne. 
Bekannt wurde er durch seine Rolle des „Martin von Beyenbach“ in der Fernsehserie Verbotene Liebe, die er in der Erstbesetzung bis 2001 spielte und danach an Gerry Hungbauer abgab. Als Schauspieler vor der Kamera wirkte er von 1962 bis zum Jahr 2016 in über 110 Film-und-Fernsehproduktionen mit.
Daneben war er seit Ende der 1960er-Jahre auch als Synchronsprecher für Film und Fernsehen tätig, wobei er meist Nebendarstellern seine Stimme lieh.
Der Schauspieler Oliver Clemens ist sein Sohn.

## Filmografie (Auswahl)
- 1964: Kommissar Freytag – Achtung – Reifenstecher
- 1965: Alarm in den Bergen
- 1968: Die fünfte Kolonne
- 1968–2016: Aktenzeichen XY … ungelöst (Fernsehreihe, 32 Folgen, verschiedene Rollen)
- 1969: Die Verschwörung
- 1969: Ehepaar sucht gleichgesinntes
- 1970: Hexen bis aufs Blut gequält
- 1971: Kirsch und Kern
- 1971: Der neue Schulmädchen-Report. 2. Teil: Was Eltern den Schlaf raubt
- 1972: Lehrmädchen-Report
- 1972: Der Schrei der schwarzen Wölfe
- 1973: Steig ein und stirb
- 1973: Der Bastian
- 1973–1975: Der Kommissar (Fernsehserie, 2 Folgen, verschiedene Rollen)
- 1974: Graf Yoster gibt sich die Ehre (Fernsehserie, 1 Folge)
- 1974: Magdalena – vom Teufel besessen
- 1975: Tatort – Das zweite Geständnis (Fernsehreihe)
- 1975: Champagner aus dem Knobelbecher
- 1976: Anita Drögemöller und die Ruhe an der Ruhr
- 1976: Notarztwagen 7 (Fernsehserie, 1 Folge)
- 1977: Vanessa
- 1977–1996: Der Alte (Fernsehserie, 18 Folgen, verschiedene Rollen)
- 1978: Geschichte einer Liebe
- 1978: Zwischengleis
- 1979: Steiner – Das Eiserne Kreuz
- 1979: Ekstase – Der Prozeß gegen die Satansmädchen
- 1979: Tatort – Die Kugel im Leib
- 1981: Tatort – Usambaraveilchen
- 1981: Polizeiinspektion 1 (Fernsehserie, 2 Folgen)
- 1982: Five Days One Summer
- 1984–1996: Derrick (Fernsehserie, 15 Folgen, verschiedene Rollen)
- 1985: Verkehrsgericht (Fernsehserie, 1 Folge)
- 1986: Die Schwarzwaldklinik (Fernsehserie, 1 Folge)
- 1987: Hatschipuh
- 1987: Tatort – Wunschlos tot
- 1988: Tatort – Programmiert auf Mord
- 1988: Nordlichter
- 1989: Zwei Frauen
- 1989–2010: Forsthaus Falkenau (Fernsehserie, 7 Folgen, verschiedene Rollen)
- 1990: Zwei Münchner in Hamburg (Fernsehserie, 2 Folgen)
- 1991: Wer Knecht ist, soll Knecht bleiben
- 1992: Tod der Engel
- 1993: Weißblaue Geschichten (Fernsehserie, 3 Folgen)
- 1994: Lutz und Hardy (Fernsehserie, 3 Folgen)
- 1995–2001: Alle meine Töchter (Fernsehserie, 12 Folgen)
- 1995: Ein Bayer auf Rügen (Fernsehserie, 1 Folge)
- 1996: Aus heiterem Himmel (Fernsehserie, 1 Folge)
- 1996: Anwalt Abel (Fernsehserie, 2 Folgen)
- 1996: Klinik unter Palmen (Fernsehserie, 3 Folgen)
- 1996: Mit einem Bein im Grab
- 1996: Wildbach (Fernsehserie, 1 Folge)
- 1997: Der Bulle von Tölz (Fernsehserie, 1 Folge)
- 1997: Große Freiheit
- 1998: Dr. Stefan Frank – Der Arzt, dem die Frauen vertrauen (Fernsehserie, 1 Folge)
- 1999: Küstenwache (Fernsehserie, 2 Folgen)
- 2000: SOKO München (Fernsehserie, 1 Folge)
- 2000: Rosamunde Pilcher: Im Licht des Feuers
- 2000–2001: Verbotene Liebe (Fernsehserie)
- 2001: Sieben Tage im Paradies
- 2003: Er oder Keiner
- 2003: Eiskalte Freunde
- 2003: Mit einem Rutsch ins Glück
- 2003: Um Himmels Willen (Fernsehserie, 1 Folge)
- 2003–2007: In aller Freundschaft (Fernsehserie, 2 Folgen)
- 2004: Schwarzwaldranger
- 2004: SOKO Kitzbühel (Fernsehserie, 1 Folge)
- 2005: Liebe hat Vorfahrt
- 2005: Hallo Robbie! (Fernsehserie, 5 Folgen)
- 2005: Der Pfundskerl (Fernsehserie, 2 Folgen,)
- 2006: Kinder, Kinder
- 2006: Liebe, Babys und ein großes Herz
- 2006: Alles außer Sex (Fernsehserie, 1 Folge)
- 2006: Sturm der Liebe (Fernsehserie, 6 Folgen)
- 2007: Da kommt Kalle (Fernsehserie, 2 Folgen)
- 2008: SOKO Wien (Fernsehserie, 1 Folge)
- 2013: Die Garmisch-Cops (Fernsehserie, 1 Folge)
- 2015: Die Rosenheim-Cops (Fernsehserie, 1 Folge)